# Vol United Airlines 175
Le vol United Airlines 175 est un vol intérieur de passagers qui est détourné par cinq terroristes d'Al-Qaïda dans le cadre des attentats du 11 septembre 2001. Ils font délibérément s'écraser l'avion contre la tour sud du World Trade Center à New York, tuant les 60 autres personnes à bord, et au total 900 personnes environ dans la zone d'impact du bâtiment.
L'avion impliqué, un Boeing 767-200ER, faisait le service transcontinental quotidien de United Airlines entre l'aéroport international Logan de Boston dans le Massachusetts, vers l'aéroport international de Los Angeles en Californie.
D'après les conclusions de l'enquête officielle, après une demi-heure de vol, les pirates blessent plusieurs membres d'équipage et des passagers, entrent de force dans le cockpit, et maîtrisent le commandant de bord et le premier officier. Marwan al-Shehhi, un membre d'Al-Qaida et pilote entraîné, reprend le contrôle. Contrairement au vol American Airlines 11, le vol 175 n'a jamais coupé son transpondeur et l'avion dévie de sa trajectoire pendant plusieurs minutes avant que les contrôleurs aériens de New York ne constatent ces anomalies à 8 h 51.
L'appareil s'écrase contre la tour sud du World Trade Center à 9 h 03 (heure locale), 17 minutes après le crash du vol 11. L'impact est capturé en direct par les nombreuses chaînes de télévision qui couvrent le premier crash, des millions de téléspectateurs dans le monde y assistent donc. L'impact et l'incendie qui en résulte causent l'effondrement de la tour sud, 56 minutes après le crash, ce qui cause des centaines de victimes supplémentaires. Pendant les travaux de recherches sur le site du World Trade Center, les travailleurs trouvent et identifient des dizaines de restes des victimes du vol 175, mais plusieurs morceaux de corps ne peuvent pas être identifiés.

## Terroristes
- Marwan al-Shehhi, Émirats arabes unis, pilote, siège 6C
- Mohand al-Shehri, Arabie saoudite, siège 2B
- Fayez Banihammad, Émirats arabes unis, siège 2A
- Ahmed al-Ghamdi, Arabie saoudite, siège 9D
- Hamza al-Ghamdi Arabie saoudite, siège 9C

Les cinq terroristes arrivent aux États-Unis entre 2000 et le printemps 2001.

## Vol
Le vol 175 est assuré par un Boeing 767 en service depuis 1983. L'équipage est composé du commandant Victor Saracini, du premier officier Michael Horrocks, des stewards Robert Fangman, Alfred Marchand et Michael Tarrou et des hôtesses de l'air Amy Jarret, Amy King, Kathryn Laborie et Alicia Titus. L'avion peut accueillir 168 personnes mais avec seulement 56 passagers le 11 septembre, il n'était rempli qu'à un tiers de sa capacité. United Airlines confirma que les mardis étaient les jours où il y avait le moins de passagers, avec un taux habituel de remplissage de 49% les mardis depuis trois mois pour le vol 175.

### Embarquement et départ
Les frères al-Ghamdi, arrivés en taxi à 6 h 20, sont les premiers des terroristes à enregistrer leurs bagages à l'aéroport international Logan de Boston. Ils sont suivis par Marwan al-Shehhi à 6 h 45 puis par Fayez Banihammad et Mohand al-Shehri à 6 h 53. Tous les terroristes embarquent sans problème entre 7 h 23 et 7 h 28.
Le vol 175 est prévu pour 8 h 00 mais du fait du fort trafic le 11 septembre, il ne reçut la clairance pour être poussé qu'à 7 h 58. L'avion décolle finalement à 8 h 14.
À ce moment-là, la Federal Aviation Administration de Boston fait face à une situation de crise ; le vol 11 American Airlines, lui aussi à destination de Los Angeles, vient d'être détourné.
Pendant que le vol 175 augmente son altitude pour atteindre sa croisière, les contrôleurs aériens de Boston entendent les voix des pirates de l'air du vol 11 dans un message adressé aux passagers contenant la phrase : « Nous détenons des avions. ». Le trafic aérien suit son cours, il n'est alors pas encore question d'état d'alerte.
Ayant atteint son altitude de croisière à 8 h 33 l'avion se dirige vers Los Angeles lorsque les contrôleurs aériens de Boston demandent à 8 h 37 aux pilotes s'ils ont le vol 11 en visuel. Les pilotes répondent que le vol 11 se trouve à une altitude de 29 000 pieds ; les contrôleurs leur demande d'amorcer un virage afin de l'éviter. À 8 h 40, l'avion entre dans l'espace aérien new-yorkais.
À 8 h 41, les pilotes du vol 175 rapportent au centre de contrôle aérien de New York une transmission radio suspecte qui provient du vol 11 : « Nous avons entendu une transmission suspecte à notre départ de Boston et il semblerait que quelqu'un ait verrouillé le micro et ait dit « Restez tous assis ». »,
En réalité, les pirates de l'air du vol 11 n'ont jamais prononcé la phrase rapportée par Saracini dans leurs annonces aux passagers même si la phrase « Que personne ne bouge », prononcée par Mohammed Atta, s'en rapproche.
La dernière transmission normale du vol 175 a lieu à 8 h 42 min 12 s. Les pilotes n'ont jamais été avertis du détournement du vol 11.

### Détournement

Trajet du vol 175, d'après la commission d'enquête officielle.

La Commission nationale sur les attaques terroristes contre les États-Unis estime que le vol 175 fut détourné entre 8 h 42 et 8 h 46, une demi-heure après son décollage. Les pirates de l'air Fayez Banihammad et Mohand al-Shehri auraient pénétré de force dans le cockpit et égorgé les pilotes pendant que les frères al-Ghamdi déplaçaient de force les passagers vers l'arrière de l'appareil.
Les pilotes peuvent signaler une urgence en composant un code approprié sur le transpondeur, ce qui ne prend pas plus de 2 ou 3 secondes. Il faut donc supposer que le pilote, Victor Saracini, n’a pas eu le temps de composer ce code.
À 8 h 47, l'avion change à deux reprises de code transpondeur, passant du 1470 au 3020 puis au 3321 et commença à sortir de sa route mais le contrôleur aérien de New York chargé du vol 175, Dave Bottiglia, monopolisé par le vol 11, ne remarque pas ces anomalies.
À 8 h 51, l'appareil change d'altitude et manque de percuter le vol 2315 Delta Airlines de 300 pieds. Dave Bottiglia comprend alors que le vol 175 est détourné lorsqu'il lui demanda d'amorcer un virage afin d'éviter le vol 2315 et que l'avion, piloté par Marwan al-Shehhi, accéléra en direction du vol 2315. Dave Bottiglia envoya un message d'avertissement au pilote du vol 2315 : « Je crois qu'il est détourné. Je ne connais pas ses intentions. Prenez n'importe quelle décision nécessaire. Nous avons là un appareil dont nous ne savons pas ce qu'il fait. »
Pendant les quatre minutes suivantes, Dave Bottiglia essaye à six reprises de contacter le vol 175 et écarte la plupart des autres avions de sa route.
Le vol 542 US Airways évite peu après le vol 175.
Peu de temps avant de s'écraser, le vol 175 manque à nouveau de percuter un appareil, le vol 7 Midwest Airlines, qui assure la correspondance entre Milwaukee et New York.
À 8 h 55, le New York Center est informé du détournement et Dave Bottiglia remarque : « Nous avons peut-être un détournement là-bas. Nous avons des problèmes. Je n'arrive pas à communiquer avec le vol 175 et je ne sais pas où il va. »
Bottiglia prévint sa supérieure qui « essaya de contacter d'autres centres de contrôle régionaux mais fut informée qu'ils discutaient à propos d'un avion détourné [sans doute le vol 11] et qu'ils refusaient d'être dérangés ».

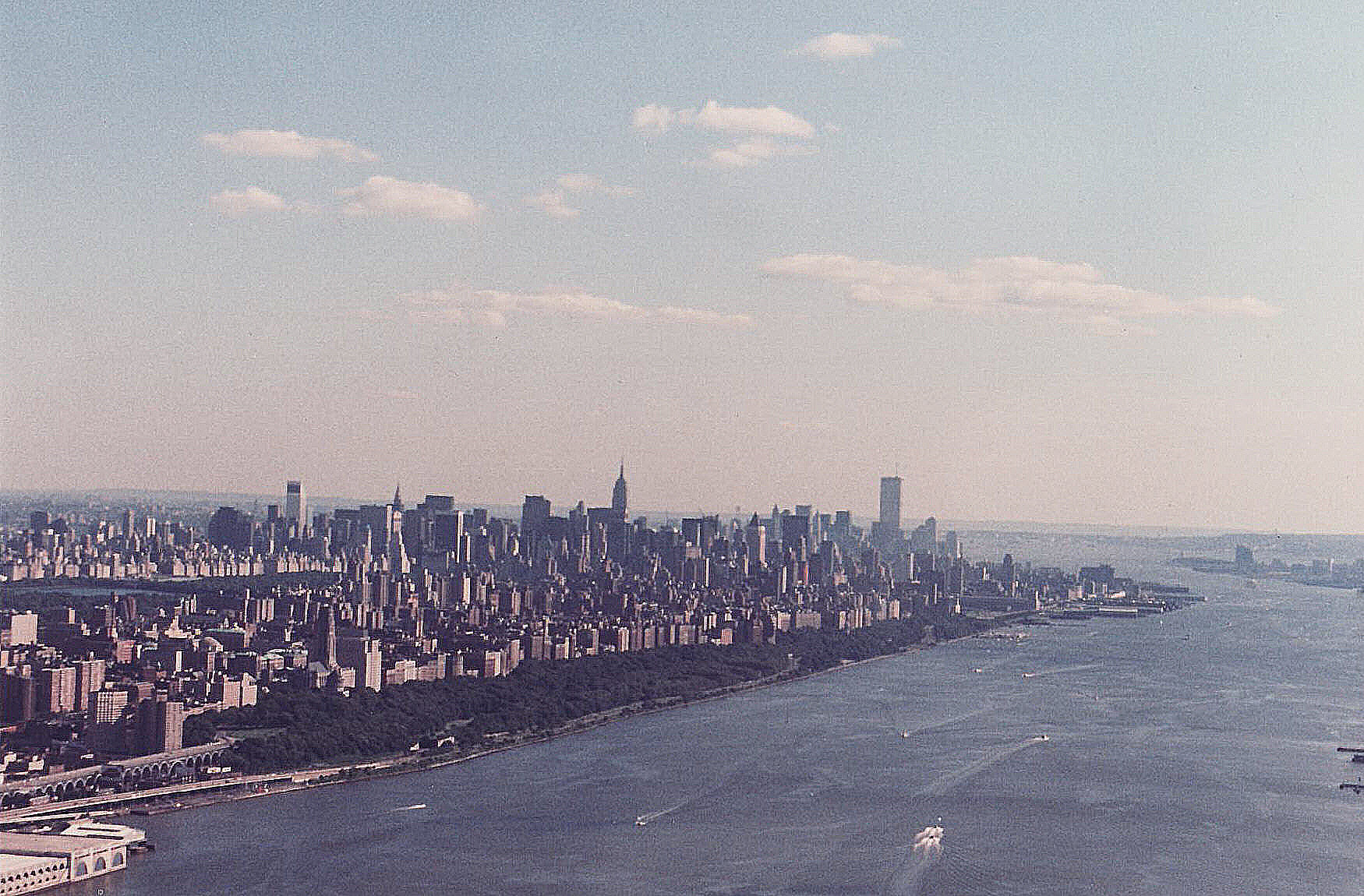
Manhattan avec, en arrière-plan le World Trade Center, cible du vol 175.

À 8 h 58, le vol 175 se trouve au-dessus du New Jersey à 28 500 pieds, se dirigeant vers New York. Pendant les cinq minutes suivantes, et jusqu'au crash, l'avion descend de 24 000 pieds, soit une moyenne de 5 000 pieds par minute.
Bottiglia affirme alors : « Nous calculons son altitude et il descend d'environ 10 000 pieds par minute. C'est absolument anormal pour un avion de ligne. »
À 9 h 01, la FAA du New York Center demande l'aide de la tour de contrôle de New York afin de rechercher le vol 175 :

« Tour de contrôle : Quelqu'un le garde en vue [l'avion] mais il semble qu'il se dirige vers un des aéroports.
FAA de New York : Un instant. J'essaie de vous le trouver. Le voilà. Tenez.
Tour : Je l'ai maintenant à 9 500 - 9 000 [pieds].
FAA : Vous savez de quel appareil il s'agit ?
Tour : On ne sait pas de quel avion il s'agit. On a ordre de le surveiller.
FAA : Bien. Soyez attentif, il semblerait qu'un autre arrive. »

Un employé de la FAA avertit le centre de Herndon au même moment : « Nous avons d'autres problèmes qui ont lieu actuellement. Ça empire très, très rapidement. Nous avons besoin de l'aide de l'armée. Nous sommes impliqués dans quelque chose d'autre, nous avons un autre avion qui pourrait avoir une situation similaire ici. »
À 9 h 02, la FAA est informée du détournement.

### Appels téléphoniques
À 8 h 52, le steward Robert Fangman alerte United Airlines du détournement ; il informe la compagnie que les deux pilotes sont morts, qu'une hôtesse de l'air vient d'être poignardée et que les terroristes pilotent probablement l'avion.
Au même moment, Peter Hanson, passager du vol, informe également son père, Lee, du détournement : « Je crois qu'ils ont pris le contrôle du cockpit – une hôtesse de l'air a été poignardée – et quelqu'un d'autre à l'avant de l'appareil aurait été tué. L'avion fait des mouvements étranges. Appelle United Airlines – dis-leur que c'est le vol 175, de Boston à Los Angeles. »
À 8 h 59, Brian David Sweeney tente sans succès d'appeler son épouse, Julie, puis réussit à 9 h 00 à joindre sa mère Louise. Il l'informe que les passagers essaient de pénétrer de force dans le cockpit afin de reprendre le contrôle de l'avion : « Nous avons été détournés et ça ne m'inspire rien de bon. » (message laissé par Sweeney à son épouse), « Je vais devoir raccrocher rapidement, nous allons essayer de faire quelque chose. — OK, fais ce que tu as à faire. » (conversation entre Brian Sweeney et sa mère).
Louise Sweeney demande à son fils où est l'avion ; il lui déclare que l'avion vole probablement au-dessus de l'Ohio.
Le joueur de hockey sur glace Garnet Bailey essaie à quatre reprises d'appeler sa femme, sans succès.
À 9 h 00 également, Peter Hanson appelle une seconde fois son père : « Ça va mal, papa. Une hôtesse de l'air a été poignardée. Je crois qu'ils ont des couteaux ou des cutters. Ils ont dit qu'ils avaient une bombe. Ça va mal à bord de l'avion. L'avion fait des mouvements saccadés. Je ne pense pas que ce soit le commandant de bord qui est en train de piloter l'appareil. Je crois que l'avion est en train de descendre. Je pense qu'ils ont l'intention d'aller à Chicago ou ailleurs et de faire s'écraser l'avion dans un immeuble. Ne t'en fais pas, papa. Si cela arrive, ça ira très vite... Oh mon Dieu... Oh mon Dieu, oh mon Dieu. »
Au moment où l'appel fut coupé, Lee Hanson entend soudainement une femme crier.

### Crash
À 9 h 3 min 2 s, le vol United Airlines 175 percute le côté sud de la tour Sud (WTC 2) du World Trade Center à 872 km/h, au niveau des étages 78 et 84. Environ 637 personnes sont  tuées sur le coup. La tour Sud est alors en cours d'évacuation depuis 9 h 2, une minute avant d'être frappée. Le crash est vu en direct par des millions de téléspectateurs, les principales chaines de télévision ayant interrompu leurs programmes pour couvrir « l'accident » qui s'était produit dans la tour Nord.
La FAA du New York Center prévient au même moment le NEADS et le Air Traffic Control System Command Center, à Herndon en Virginie, du détournement du vol 175. Dans sa chronologie des attentats délivrée le 11 septembre, le NORAD affirme avoir été informé du détournement à 8 h 43. La Commission Kean réfute cette affirmation en confirmant l'heure de l'avertissement à 9 h 3.

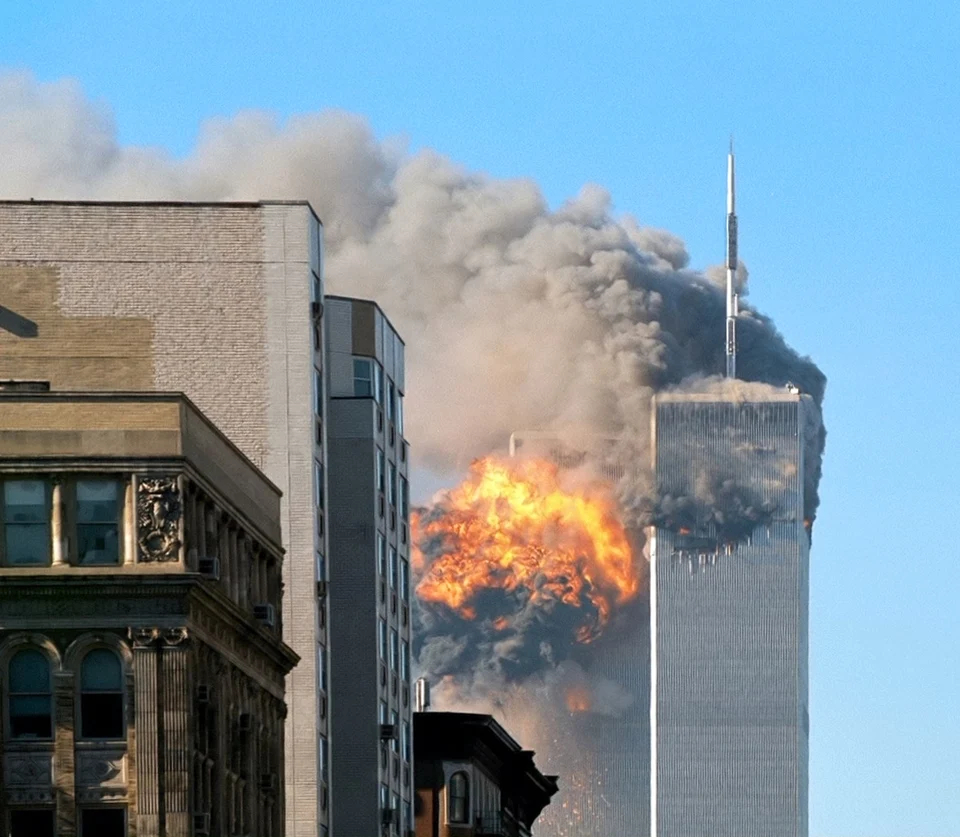
Impact du vol 175 contre la tour Sud du World Trade Center.

Une évacuation massive de la tour débute alors. Au moins un escalier est resté intact après l'impact, permettant ainsi à 18 personnes bloquées au-dessus de la zone d'impact de s'échapper.
Peu avant le crash, l'avion était à une altitude de 10 000 pieds avant d'arriver à moins de 1 000 lors de son crash. L'avion a amorcé une descente extrêmement rapide en l'espace d'une dizaine de secondes.
Du fait que de certains angles de vue des caméras de télévision la tour Nord cachait l'image de la tour Sud, certains journalistes ont cru qu'une seconde explosion avait eu lieu dans la tour Nord à la suite d'une possible explosion du fuselage du premier avion. En direct, les journalistes exploitant le sujet devant les spectateurs se demandèrent s'ils assistaient à une attaque terroriste ou à un très rare accident aérien.
Plusieurs témoins ont confirmé avoir vu le vol 175 amorcer un virage important afin de frapper la tour Sud, à la différence du vol 11 qui avait percuté la tour Nord perpendiculairement à son axe. Ainsi, si l'avion avait poursuivi sa route sans faire de virage, il aurait seulement percuté le complexe avec son aile gauche ou l'aurait même complètement manqué.

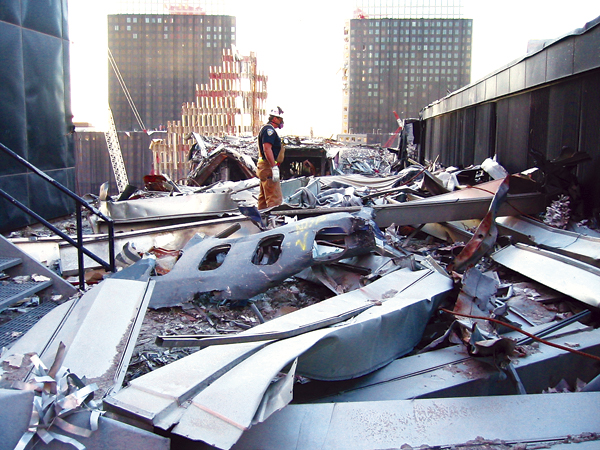
Débris de l'avion, dans les décombres du World Trade Center.

Selon le rapport publié par le NIST, la vitesse de l'avion lors de l'impact fut estimée à 872 km/h (542 mph), ce qui lui accordait 50 % de plus d'énergie que le vol 11. Mais, frappant la tour entre les étages 78 et 84, il laissait une empreinte plus courte (26 mètres d'envergure) malgré un angle de gîte plus important (38°) car à ce niveau la structure extérieure était (deux fois) plus résistante qu'au niveau de l'étage 95. L'angulation de la direction de vol a fait que la moitié tribord de l'appareil ne pouvait pas rencontrer la structure interne des poteaux porteurs, permettant ainsi à des parties de moteur, de train d'atterrissage et de carlingue de ressortir par l'angle est du bâtiment et d'être retrouvés jusqu'à quatre cents mètres de distance. L'avion sectionna 32 des 60 colonnes extérieures de la face Sud sur cinq étages, dommages auxquels il faut ajouter ceux réalisés dans l'angle oriental par la sortie des morceaux de moteur et de train droits. L'empreinte laissée par l'avion avait une surface tout à fait comparable à celle de la tour Nord. Les dommages subis par la structure centrale sont tout aussi inconnus que ceux de la tour Nord.

Schéma montrant la dispersion des débris du vol 175 après l'impact contre le World Trade Center.

Au moment de l'effondrement, les feux donnaient des indications d'étouffement, seule une fumée noire étant visible, qui s'échappait du bâtiment. L'équipe de pompiers qui était arrivée au 78e étage avait signalé la présence de deux feux résiduels et demandé l'envoi de lances pour les éteindre. Quelques minutes plus tard, la tour s'effondrait avant que pût être transmis l'ordre d'évacuation émis par le poste de commandement des urgences situé dans le WTC7.

#### Réactions
À 9 h 4, le Boston Center interdit tous les décollages relevant de sa juridiction.
À 9 h 5, le New York Center ferme son espace aérien.
Au même moment, le chef de cabinet de la Maison Blanche, Andrew Card, informe le président George W. Bush, en visite d'une école en Floride du deuxième crash : « Un deuxième avion a frappé l'autre tour et l'Amérique est attaquée. »
Bush confirmera quelques mois plus tard qu'il avait décidé de continuer sa visite plutôt que d'alarmer les élèves.
À 9 h 7, les contrôleurs aériens de Boston demandent au Herndon Command Center d'envoyer des messages aux avions en l'air pour renforcer la sécurité dans le cockpit. Les messages ne commencèrent à être envoyés qu'à 9 h 19 : « Attention à toute intrusion dans le cockpit. Deux avions se sont écrasés sur le World Trade Center. »
À 9 h 8, la FAA interdit de décoller à tous les avions devant survoler l'espace aérien new-yorkais. Au même moment, un officier du NEADS annonce : « C'est ce que je prévois de faire. Nous avons besoin de discuter avec la FAA. Nous devons leur dire si ce genre de truc va continuer, nous avons besoin de ces chasseurs, nous devons les envoyer à Manhattan. C'est la meilleure chose à faire. Alors, il faut coordonner tout ça avec la FAA. Dites-leur que s'il se passe un incident supplémentaire, ce que nous ignorons, il faut les envoyer [les chasseurs] à Manhattan. Il faut que cette plaisanterie cesse. »
À 9 h 9, American Airlines émet l'hypothèse que le vol American Airlines 77 est le second avion qui s'était écrasé sur la tour Sud du World Trade Center, alors qu'il était toujours dans les airs, avec son transpondeur coupé.
À 9 h 13, les deux F-15 chargés d'intercepter le vol 11 sont envoyés vers Manhattan. Ils sont chargés peu après de patrouiller dans l'espace aérien new-yorkais.
À 9 h 14, le président Bush se retire pour parler via téléphone avec le vice-président Dick Cheney afin de s'informer en détail des attaques.

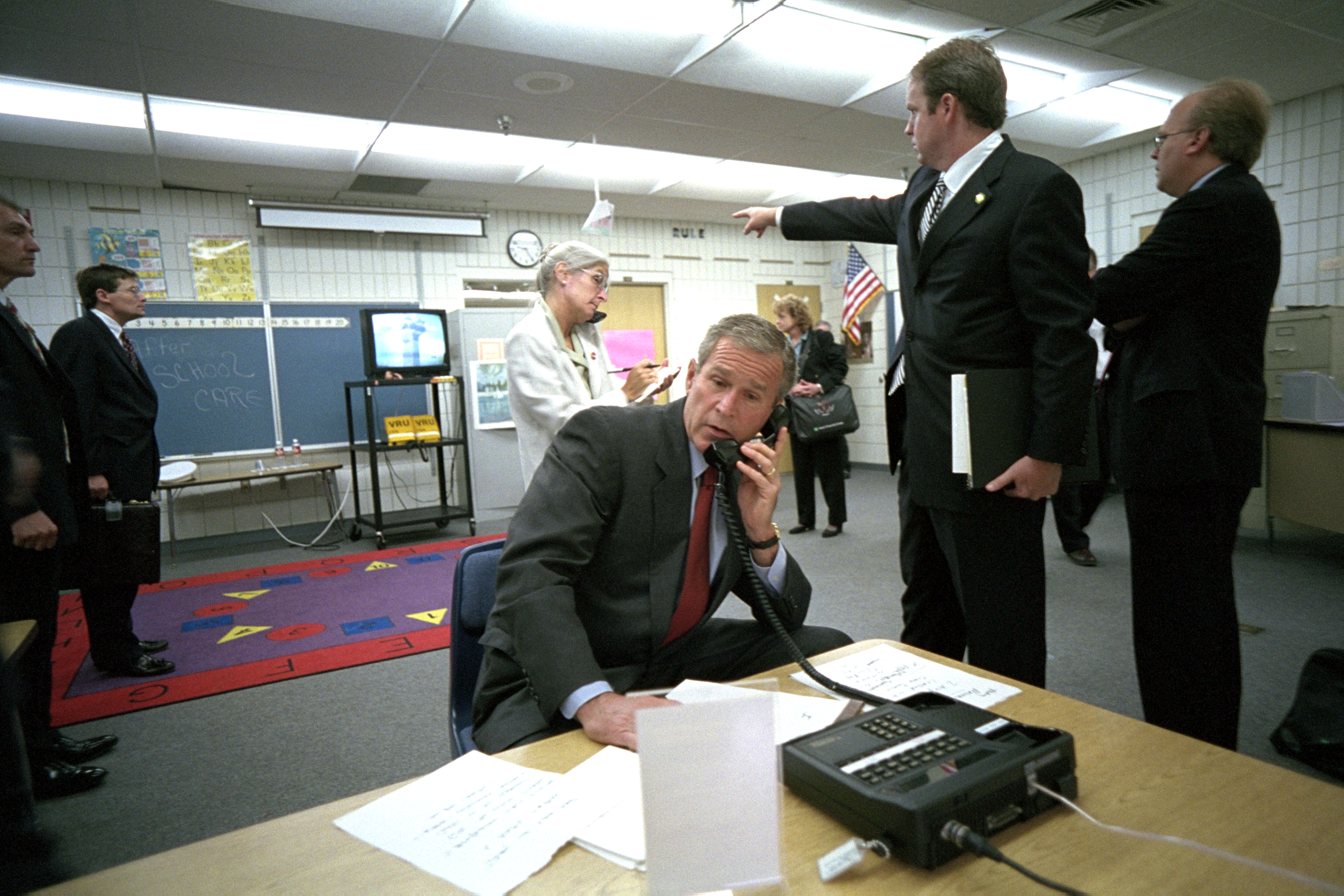
Le président George W. Bush s'informant sur les attaques.

Au même moment, la première dame des États-Unis Laura Bush est également informée : « On savait à ce moment-là que c'était du terrorisme. »
À 9 h 15, NBC News reçoit des rapports d'employés de United Airlines stipulant qu'un avion a été détourné avant d'être détruit. Le NORAD est informé au même moment du crash du vol 175.
À 9 h 17, la FAA ferme tous les aéroports de New York.

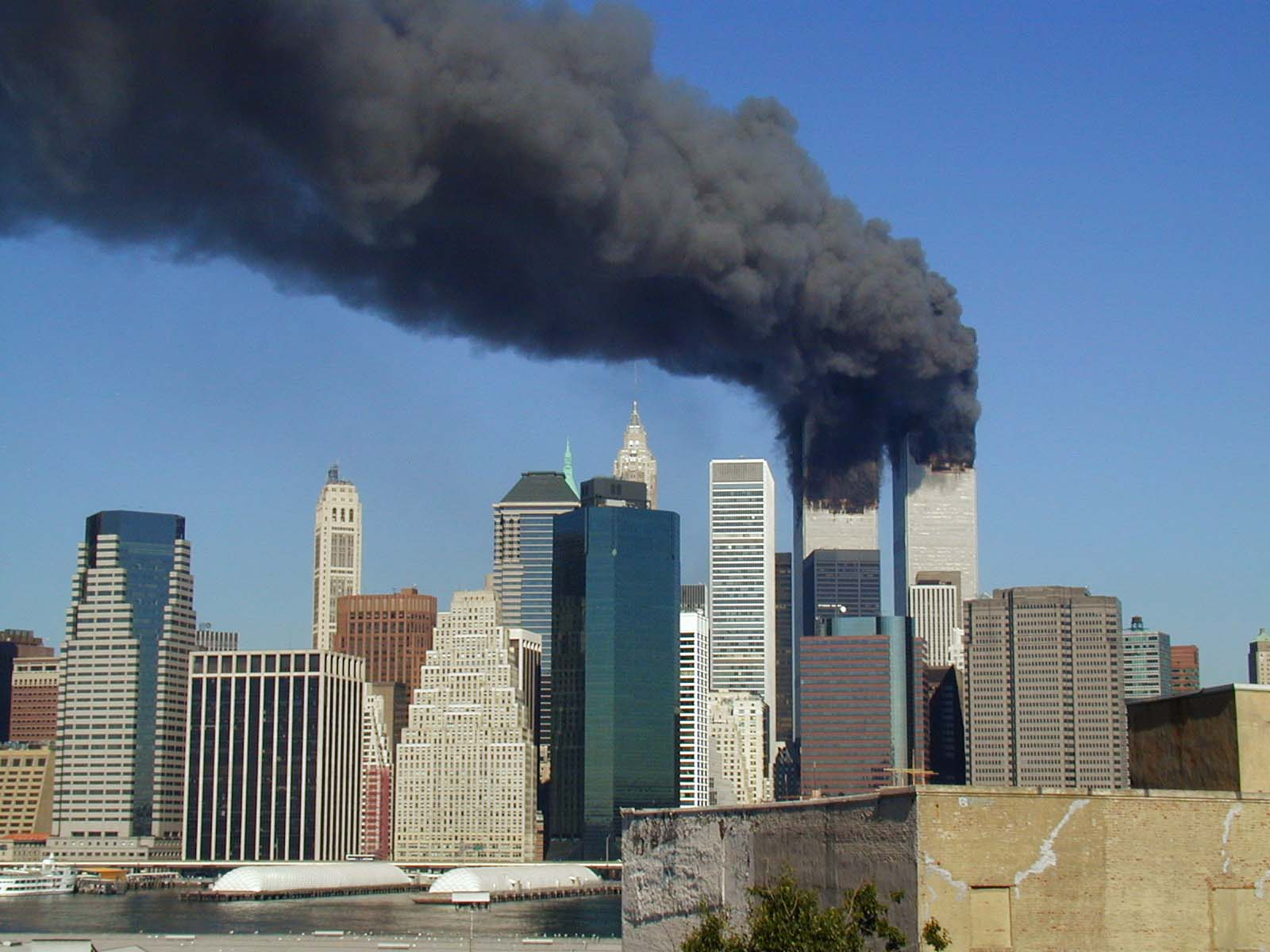
Le World Trade Center en feu après les deux crashs.

À 9 h 18, CNN confirme que l'avion précipité contre la tour Sud avait été auparavant détourné.
À 9 h 20, United Airlines est informée du crash du vol 175. Elle confirme sa perte à 11 h 59.
Finalement le centre de commande de Herndon ordonne à 9 h 25 une interdiction de décollage sur l'ensemble du territoire des États-Unis.
À 9 h 30, l'Empire State Building, le Chrysler Building, le Rockefeller Center et le Metropolitan Museum of Art sont évacués et fermés.

## Conséquences

### Destruction de la tour sud
À 9 h 59, la tour sud du World Trade Center s'effondre, 56 minutes après l'impact du vol 175. Plusieurs équipes de pompiers ainsi que des personnes bloquées aux étages supérieurs sont tuées. Le 4 World Trade Center ainsi que le Marriott World Trade Center (WTC 3) sont partiellement détruits par l'effondrement de la tour sud.

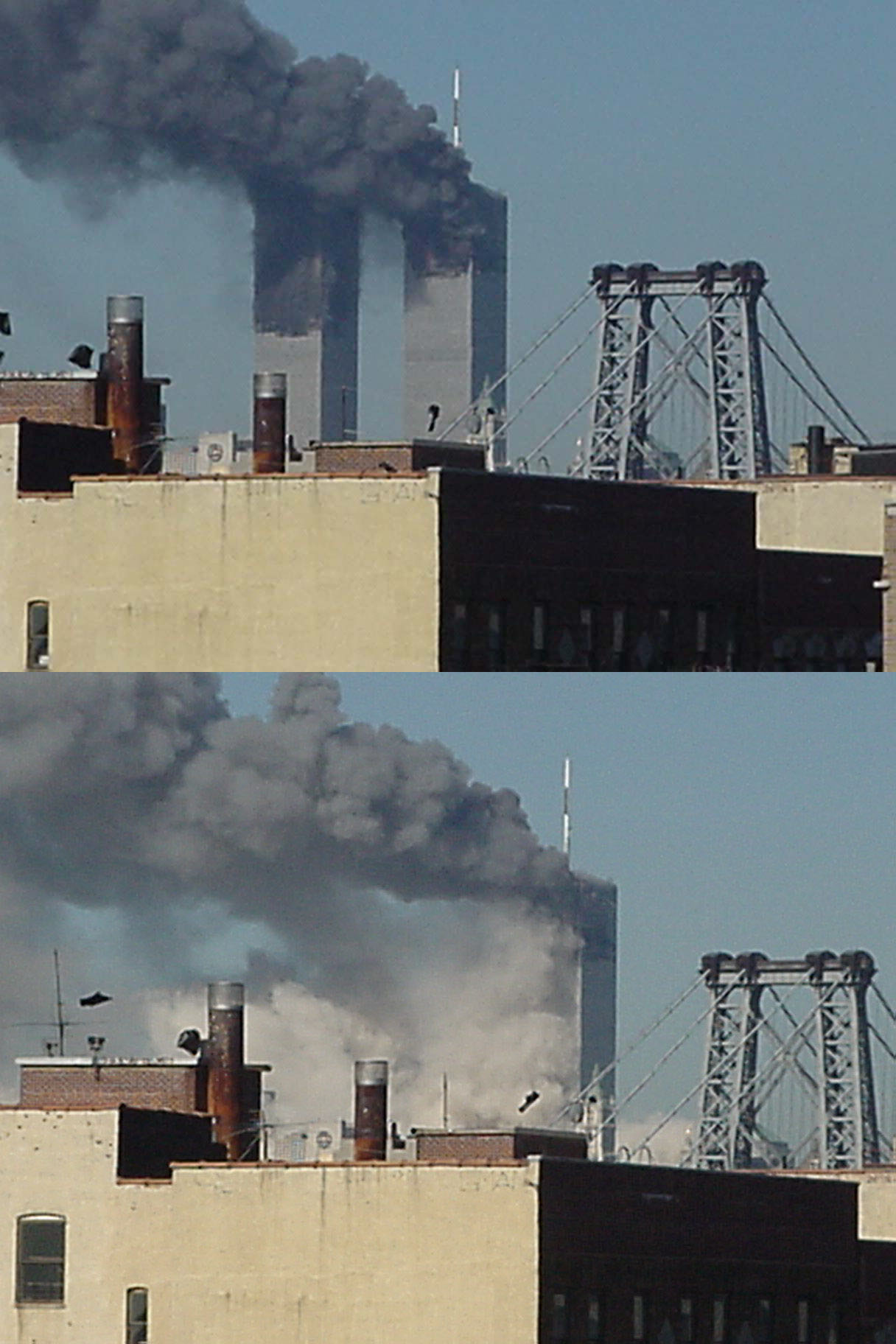
L'effondrement de la tour Sud vu depuis Williamsburg (Brooklyn)

Quelques minutes après la dernière communication avec l'équipe de pompiers qui, ayant atteint le 78e étage, portait secours aux blessés et s'apprêtait à éteindre deux foyers résiduels, le chef pompier Ganci reçoit le messager du bureau des urgences (OEM), Steve Moscillo déclarant que « les immeubles allaient s'effondrer et qu'il fallait les évacuer » (interrogé par ABC News, le maire Giuliani, membre de l'OEM, reconnaissait qu'il n'avait fait que transmettre cette information et l'origine de cette prévision reste inconnue). Quelques minutes plus tard, la section au-dessus de l'impact s'incline vers le Sud, une rotation qui traduisait la perte totale du soutien de la structure interne, malgré la résistance de la partie intacte de la structure externe (le « tube »). Puis, après une accélération jusqu'à un angle d'environ 25°, cette rotation cesse brusquement, laissant la place au développement d'un énorme nuage « éruptif » qui progressa à l'identique au long de la tour jusqu'à son pied, des éléments lourds (plusieurs dizaines de tonnes) étant projetés à cent vingt mètres de distance, les plus légers à plus de quatre cents mètres, le contenu des étages (ciment des sols, plâtre des cloisons, meubles, équipement, êtres humains) étant réduits en poussière ou fragments. La plupart des vestiges se sont ainsi trouvés répartis autour du pied de la tour et sur les immeubles environnants.
La tour Sud s'effondre avant la tour Nord, qui avait été frappée la première. En effet le vol 175 percuta la tour Sud à une vitesse supérieure au vol 11 ainsi qu'à une hauteur plus basse.

### Revendication
Dans un enregistrement, quelques mois plus tard en Afghanistan, le leader d'Al-Qaïda, Oussama ben Laden, revendique la responsabilité des attaques. L'attaque sur le World Trade Center dépasse même les attentes de Ben Laden : il s'attendait seulement à ce que les étages situés au-dessus des frappes des avions s'effondrent.

### Boîtes noires
Les boîtes noires du vol 175 n'ont jamais été retrouvées.

## Nationalités des personnes à bord
Note : Cette liste ne comprend pas la nationalité des cinq terroristes.

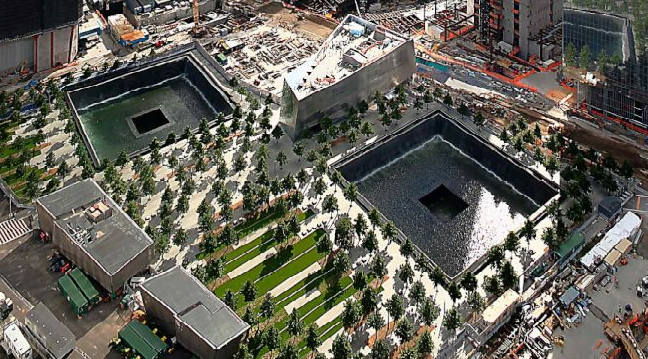
Mémorial du 11 Septembre avec ses deux bassins en juin 2012.

| Nationalité | Passagers | Équipage | Total |
| ----------- | --------- | -------- | ----- |
| États-Unis  | 42        | 9        | 51    |
| Canada      | 1         | 0        | 1     |
| Allemagne   | 3         | 0        | 3     |
| Royaume-Uni | 1         | 0        | 1     |
| Israël      | 1         | 0        | 1     |
| Salvador    | 1         | 0        | 1     |
| Indonésie   | 1         | 0        | 1     |
| Népal       | 1         | 0        | 1     |
| Total       | 51        | 9        | 60    |

### Citations originales
1. ↑  « Sounds like someone keyed the mic and said everyone stay in your seats. »
2. ↑  « I think he’s been hijacked. I don’t know his intentions. Take any evasive action necessary. We have an airplane that we don't know what he's doing. »
3. ↑  « We might have a hijack over here. We have some problems over here right now... I can’t get a hold of UAL 175 at all right now and I don’t know where he went to. »
4. ↑  « We are counting down the altitudes, and they are descending at 10,000 feet per minute. That is absolutely unheard of for a commercial jet. »
5. ↑  « Terminal : I got somebody who keeps coasting but it looks like he's going into one of the small airports down there.

FAA's New York : Hold on a second. I’m trying to bring him up here and get you— There he is right there. Hold on.

Terminal : Got him just out of 9,500-9,000 now.

FAA : Do you know who he is?

Terminal : We're just, we just we don't know who he is. We're just picking him up now.

FAA : Alright. Heads up man, it looks like another one coming in. »
6. ↑  « We have several situations going on here. It's escalating big, big time. We need to get the military involved with us... We're, we're involved with something else, we have other aircraft that may have a similar situation going on here. »
7. ↑  « I think they've taken over the cockpit—an attendant has been stabbed—and someone else up front may have been killed. The plane is making strange moves. Call United Airlines—tell them it's Flight 175, Boston to LA. »
8. ↑  « We've been hijacked, and it doesn't look too good. »
9. ↑  « I might have to hang up quickly, we’re going to try to do something about this. — Okay. Do what you have to do. »
10. ↑  « It's getting bad, Dad. A stewardess was stabbed. They seem to have knives and Mace. They said they have a bomb. It's getting very bad on the plane. The plane is making jerky movements. I don't think the pilot is flying the plane. I think we are going down. I think they intend to go to Chicago or someplace and fly into a building. Don't worry, Dad. If it happens, it'll be very fast...Oh my God...oh my God, oh my God. »
11. ↑  « A second plane has hit the second tower. America is under attack. »
12. ↑  « Beware any cockpit intrusion—two a/c [aircraft] hit World Trade Center. »
13. ↑  « This is what I foresee that we probably need to do. We need to talk to FAA. We need to tell 'em if this stuff is gonna keep on going, we need to take those fighters, put 'em over Manhattan. That's best thing, that's the best play right now. So coordinate with the FAA. Tell 'em if there’s more out there, which we don’t know, let’s get ‘em over Manhattan. At least we got some kind of play. »
14. ↑  « We knew then that it was terrorism. »